# Baggerseen Krauchenwies/Zielfingen
Baggerseen Krauchenwies/Zielfingen este o arie protejată (sit de importanță comunitară — SCI, arie de protecție specială avifaunistică — SPA) din Germania întinsă pe o suprafață de 750,13 ha, integral pe uscat.

## Localizare
Centrul sitului Baggerseen Krauchenwies/Zielfingen este situat la coordonatele 48°01′55″N 9°15′56″E / 48.0319°N 9.2656°E.

## Înființare
Situl Baggerseen Krauchenwies/Zielfingen a fost declarat arie de protecție specială avifaunistică în martie 2001 pentru a proteja 25 de specii de animale. Situl a fost protejat și ca sit de importanță comunitară în martie 2001.

## Biodiversitate
Situată în ecoregiunea continentală, aria protejată nu include niciun habitat protejat.
La baza desemnării sitului se află mai multe specii protejate de  păsări (25): pescăruș albastru (Alcedo atthis), buhai de baltă (Botaurus stellaris stellaris), chirighiță neagră (Chlidonias niger), barză albă (Ciconia ciconia ciconia), ciocănitoarea de stejar (Dendrocopos medius), ciocănitoare neagră (Dryocopus martius), egretă albă (Egretta alba), șoimul rândunelelor (Falco subbuteo), becațină comună (Gallinago gallinago), sfrâncioc roșiatic (Lanius collurio), sfrâncioc mare (Lanius excubitor excubitor), pescăruș-cu-cap-negru (Larus melanocephalus), Mergus merganser merganser, gaia neagră (Milvus migrans), gaia roșie (Milvus milvus), codobatura galbenă (Motacilla flava), rață cu ciuf (Netta rufina), vultur pescar (Pandion haliaetus), ciocănitoare verzuie (Picus canus), cresteț pestriț (Porzana porzana), Rallus aquaticus aquaticus, mărăcinar negru (Saxicola torquatus), chiră de baltă (Sterna hirundo), Tachybaptus ruficollis ruficollis, nagâț (Vanellus vanellus)